# Elaphriini
Elaphriini zijn een geslachtengroep van vlinders in de familie uilen (Noctuidae).

## Geslachten
- Elaphria Hübner, 1818
- Galgula Guenée, 1852
- Strotihypera Kononenko & Han, 2011